# Lista de regiões geográficas intermediárias e imediatas do Tocantins

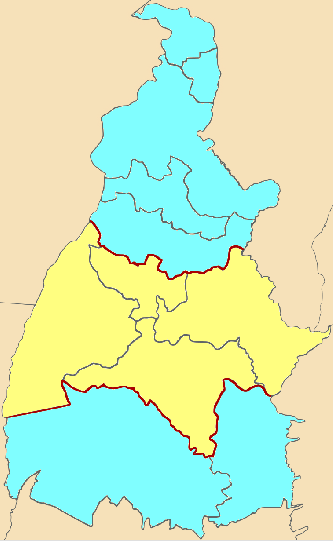
Divisão das regiões intermediárias em vermelho e imediatas em cinza.

Esta é a lista de regiões geográficas intermediárias e imediatas do Tocantins, estado brasileiro da Região Norte do país. O Tocantins é composto por 139 municípios, que estão distribuídos em onze regiões geográficas imediatas, que por sua vez estão agrupadas em três regiões geográficas intermediárias, segundo a divisão do Instituto Brasileiro de Geografia e Estatística (IBGE) vigente desde 2017. A primeira seção aborda as regiões geográficas intermediárias e suas respectivas regiões imediatas integrantes, enquanto que a segunda trata das regiões geográficas imediatas e seus respectivos municípios, divididas por regiões intermediárias e ordenadas pela codificação do IBGE.
As regiões geográficas intermediárias foram apresentadas em 2017, com a atualização da divisão regional do Brasil, e correspondem a uma revisão das antigas mesorregiões, que estavam em vigor desde a divisão de 1989. As regiões geográficas imediatas, por sua vez, substituíram as microrregiões. Na divisão vigente até 2017, os municípios do estado estavam distribuídos em oito microrregiões e duas mesorregiões, segundo o IBGE.

## Regiões geográficas intermediárias
| Região geográfica intermediária | Código | Número de municípios | Regiões geográficas imediatas | Código | Número de municípios |
| ------------------------------- | ------ | -------------------- | ----------------------------- | ------ | -------------------- |
| Palmas                          | 1701   | 42                   | Palmas                        | 170001 | 10                   |
| Palmas                          | 1701   | 42                   | Porto Nacional                | 170002 | 13                   |
| Palmas                          | 1701   | 42                   | Paraíso do Tocantins          | 170003 | 14                   |
| Palmas                          | 1701   | 42                   | Miracema do Tocantins         | 170004 | 5                    |
| Araguaína                       | 1702   | 65                   | Araguaína                     | 170005 | 21                   |
| Araguaína                       | 1702   | 65                   | Guaraí                        | 170006 | 14                   |
| Araguaína                       | 1702   | 65                   | Colinas do Tocantins          | 170007 | 9                    |
| Araguaína                       | 1702   | 65                   | Tocantinópolis                | 170008 | 8                    |
| Araguaína                       | 1702   | 65                   | Araguatins                    | 170009 | 13                   |
| Gurupi                          | 1703   | 32                   | Gurupi                        | 170010 | 18                   |
| Gurupi                          | 1703   | 32                   | Dianópolis                    | 170011 | 14                   |

## Regiões geográficas imediatas por regiões intermediárias

### Palmas
| Região geográfica imediata | Código | Municípios                |
| -------------------------- | ------ | ------------------------- |
| Palmas                     | 170001 | Aparecida do Rio Negro    |
| Palmas                     | 170001 | Lagoa do Tocantins        |
| Palmas                     | 170001 | Lajeado                   |
| Palmas                     | 170001 | Lizarda                   |
| Palmas                     | 170001 | Mateiros                  |
| Palmas                     | 170001 | Novo Acordo               |
| Palmas                     | 170001 | Palmas                    |
| Palmas                     | 170001 | Rio Sono                  |
| Palmas                     | 170001 | Santa Tereza do Tocantins |
| Palmas                     | 170001 | São Félix do Tocantins    |
| Porto Nacional             | 170002 | Brejinho de Nazaré        |
| Porto Nacional             | 170002 | Chapada da Natividade     |
| Porto Nacional             | 170002 | Fátima                    |
| Porto Nacional             | 170002 | Ipueiras                  |
| Porto Nacional             | 170002 | Monte do Carmo            |
| Porto Nacional             | 170002 | Natividade                |
| Porto Nacional             | 170002 | Oliveira de Fátima        |
| Porto Nacional             | 170002 | Pindorama do Tocantins    |
| Porto Nacional             | 170002 | Ponte Alta do Tocantins   |
| Porto Nacional             | 170002 | Porto Nacional            |
| Porto Nacional             | 170002 | Santa Rita do Tocantins   |
| Porto Nacional             | 170002 | Santa Rosa do Tocantins   |
| Porto Nacional             | 170002 | Silvanópolis              |
| Paraíso do Tocantins       | 170003 | Abreulândia               |
| Paraíso do Tocantins       | 170003 | Araguacema                |
| Paraíso do Tocantins       | 170003 | Barrolândia               |
| Paraíso do Tocantins       | 170003 | Caseara                   |
| Paraíso do Tocantins       | 170003 | Chapada de Areia          |
| Paraíso do Tocantins       | 170003 | Cristalândia              |
| Paraíso do Tocantins       | 170003 | Divinópolis do Tocantins  |
| Paraíso do Tocantins       | 170003 | Lagoa da Confusão         |
| Paraíso do Tocantins       | 170003 | Marianópolis do Tocantins |
| Paraíso do Tocantins       | 170003 | Monte Santo do Tocantins  |
| Paraíso do Tocantins       | 170003 | Nova Rosalândia           |
| Paraíso do Tocantins       | 170003 | Paraíso do Tocantins      |
| Paraíso do Tocantins       | 170003 | Pium                      |
| Paraíso do Tocantins       | 170003 | Pugmil                    |
| Miracema do Tocantins      | 170004 | Dois Irmãos do Tocantins  |
| Miracema do Tocantins      | 170004 | Miracema do Tocantins     |
| Miracema do Tocantins      | 170004 | Miranorte                 |
| Miracema do Tocantins      | 170004 | Rio dos Bois              |
| Miracema do Tocantins      | 170004 | Tocantínia                |

### Araguaína
| Região geográfica imediata | Código | Municípios                   |
| -------------------------- | ------ | ---------------------------- |
| Araguaína                  | 170005 | Ananás                       |
| Araguaína                  | 170005 | Angico                       |
| Araguaína                  | 170005 | Aragominas                   |
| Araguaína                  | 170005 | Araguaína                    |
| Araguaína                  | 170005 | Araguanã                     |
| Araguaína                  | 170005 | Arapoema                     |
| Araguaína                  | 170005 | Babaçulândia                 |
| Araguaína                  | 170005 | Barra do Ouro                |
| Araguaína                  | 170005 | Campos Lindos                |
| Araguaína                  | 170005 | Carmolândia                  |
| Araguaína                  | 170005 | Darcinópolis                 |
| Araguaína                  | 170005 | Filadélfia                   |
| Araguaína                  | 170005 | Goiatins                     |
| Araguaína                  | 170005 | Muricilândia                 |
| Araguaína                  | 170005 | Nova Olinda                  |
| Araguaína                  | 170005 | Pau-d'Arco                   |
| Araguaína                  | 170005 | Piraquê                      |
| Araguaína                  | 170005 | Riachinho                    |
| Araguaína                  | 170005 | Santa Fé do Araguaia         |
| Araguaína                  | 170005 | Wanderlândia                 |
| Araguaína                  | 170005 | Xambioá                      |
| Guaraí                     | 170006 | Bom Jesus do Tocantins       |
| Guaraí                     | 170006 | Centenário                   |
| Guaraí                     | 170006 | Colméia                      |
| Guaraí                     | 170006 | Couto Magalhães              |
| Guaraí                     | 170006 | Tabocão                      |
| Guaraí                     | 170006 | Goianorte                    |
| Guaraí                     | 170006 | Guaraí                       |
| Guaraí                     | 170006 | Itaporã do Tocantins         |
| Guaraí                     | 170006 | Pedro Afonso                 |
| Guaraí                     | 170006 | Pequizeiro                   |
| Guaraí                     | 170006 | Presidente Kennedy           |
| Guaraí                     | 170006 | Recursolândia                |
| Guaraí                     | 170006 | Santa Maria do Tocantins     |
| Guaraí                     | 170006 | Tupirama                     |
| Colinas do Tocantins       | 170007 | Bandeirantes do Tocantins    |
| Colinas do Tocantins       | 170007 | Bernardo Sayão               |
| Colinas do Tocantins       | 170007 | Brasilândia do Tocantins     |
| Colinas do Tocantins       | 170007 | Colinas do Tocantins         |
| Colinas do Tocantins       | 170007 | Itacajá                      |
| Colinas do Tocantins       | 170007 | Itapiratins                  |
| Colinas do Tocantins       | 170007 | Juarina                      |
| Colinas do Tocantins       | 170007 | Palmeirante                  |
| Colinas do Tocantins       | 170007 | Tupiratins                   |
| Tocantinópolis             | 170008 | Aguiarnópolis                |
| Tocantinópolis             | 170008 | Cachoeirinha                 |
| Tocantinópolis             | 170008 | Luzinópolis                  |
| Tocantinópolis             | 170008 | Maurilândia do Tocantins     |
| Tocantinópolis             | 170008 | Nazaré                       |
| Tocantinópolis             | 170008 | Palmeiras do Tocantins       |
| Tocantinópolis             | 170008 | Santa Terezinha do Tocantins |
| Tocantinópolis             | 170008 | Tocantinópolis               |
| Araguatins                 | 170009 | Araguatins                   |
| Araguatins                 | 170009 | Augustinópolis               |
| Araguatins                 | 170009 | Axixá do Tocantins           |
| Araguatins                 | 170009 | Buriti do Tocantins          |
| Araguatins                 | 170009 | Carrasco Bonito              |
| Araguatins                 | 170009 | Esperantina                  |
| Araguatins                 | 170009 | Itaguatins                   |
| Araguatins                 | 170009 | Praia Norte                  |
| Araguatins                 | 170009 | Sampaio                      |
| Araguatins                 | 170009 | São Bento do Tocantins       |
| Araguatins                 | 170009 | São Miguel do Tocantins      |
| Araguatins                 | 170009 | São Sebastião do Tocantins   |
| Araguatins                 | 170009 | Sítio Novo do Tocantins      |

### Gurupi
| Região geográfica imediata | Código | Municípios                |
| -------------------------- | ------ | ------------------------- |
| Gurupi                     | 170010 | Aliança do Tocantins      |
| Gurupi                     | 170010 | Alvorada                  |
| Gurupi                     | 170010 | Araguaçu                  |
| Gurupi                     | 170010 | Cariri do Tocantins       |
| Gurupi                     | 170010 | Crixás do Tocantins       |
| Gurupi                     | 170010 | Dueré                     |
| Gurupi                     | 170010 | Figueirópolis             |
| Gurupi                     | 170010 | Formoso do Araguaia       |
| Gurupi                     | 170010 | Gurupi                    |
| Gurupi                     | 170010 | Jaú do Tocantins          |
| Gurupi                     | 170010 | Palmeirópolis             |
| Gurupi                     | 170010 | Paranã                    |
| Gurupi                     | 170010 | Peixe                     |
| Gurupi                     | 170010 | Sandolândia               |
| Gurupi                     | 170010 | São Salvador do Tocantins |
| Gurupi                     | 170010 | São Valério               |
| Gurupi                     | 170010 | Sucupira                  |
| Gurupi                     | 170010 | Talismã                   |
| Dianópolis                 | 170011 | Almas                     |
| Dianópolis                 | 170011 | Arraias                   |
| Dianópolis                 | 170011 | Aurora do Tocantins       |
| Dianópolis                 | 170011 | Combinado                 |
| Dianópolis                 | 170011 | Conceição do Tocantins    |
| Dianópolis                 | 170011 | Dianópolis                |
| Dianópolis                 | 170011 | Lavandeira                |
| Dianópolis                 | 170011 | Novo Alegre               |
| Dianópolis                 | 170011 | Novo Jardim               |
| Dianópolis                 | 170011 | Ponte Alta do Bom Jesus   |
| Dianópolis                 | 170011 | Porto Alegre do Tocantins |
| Dianópolis                 | 170011 | Rio da Conceição          |
| Dianópolis                 | 170011 | Taguatinga                |
| Dianópolis                 | 170011 | Taipas do Tocantins       |